# U-573
| U-573 | U-573 | U-573 |
| --- | --- | --- |
| U 573 | | |
| | | |
| Зображення підводного човна підтипу VIIC                                                                     | | |
| Верф | Blohm + Voss, Гамбург | Blohm + Voss, Гамбург |
| Під прапором                                                                                                 | Третій Рейх Франкістська Іспанія | Третій Рейх Франкістська Іспанія |
| Належність                                                                                                   | Крігсмаріне · Військово-морські сили Іспанії | Крігсмаріне · Військово-морські сили Іспанії |
| Порт приписки                                                                                                | Кіль, Ла-Спеція | Кіль, Ла-Спеція |
| Замовлення                                                                                                   | 24 жовтня 1939 | 24 жовтня 1939 |
| Закладений                                                                                                   | 8 червня 1940 | 8 червня 1940 |
| Спуск на воду                                                                                                | 17 квітня 1941 | 17 квітня 1941 |
| Введений до складу флоту                                                                                     | 5 червня 1941 | 5 червня 1941 |
| На службі | 1941—1942 | 1941—1942 |
| Сучасний статус                                                                                              | 1 травня 1942 року серйозно пошкоджений глибинними бомбами британського бомбардувальника «Гудзон» поблизу Алжира. 2 травня інтернований іспанською владою і 2 серпня проданий Іспанії. Перейменований на G 7; у травні 1970 року списаний на брухт | 1 травня 1942 року серйозно пошкоджений глибинними бомбами британського бомбардувальника «Гудзон» поблизу Алжира. 2 травня інтернований іспанською владою і 2 серпня проданий Іспанії. Перейменований на G 7; у травні 1970 року списаний на брухт |
| Бойовий досвід                                                                                               | Друга світова війна Битва за Атлантику | Друга світова війна Битва за Атлантику |
| Проєкт | | |
| Тип ПЧ | середній торпедний ДПЧ | середній торпедний ДПЧ |
| Вартість | 4 714 000 ℛℳ | 4 714 000 ℛℳ |
| Основні характеристики                                                                                       | | |
| Швидкість (надводна)                                                                                         | 17,9 вузлів | 17,9 вузлів |
| Швидкість (підводна)                                                                                         | 8 вузлів | 8 вузлів |
| Робоча глибина занурення                                                                                     | 100 м | 100 м |
| Гранична глибина занурення                                                                                   | 220 м | 220 м |
| Автономність плавання                                                                                        | 135—174 км на швидкості 4 вузли (в підводному положенні) 11 470 км на швидкості 10 вузлів (у надводному положенні) | 135—174 км на швидкості 4 вузли (в підводному положенні) 11 470 км на швидкості 10 вузлів (у надводному положенні) |
| Екіпаж | 44-60 осіб | 44-60 осіб |
| Розміри | | |
| Довжина найбільша (по КВЛ)                                                                                   | 67,1 м | 67,1 м |
| Ширина корпусу найб.                                                                                         | 6,2 м | 6,2 м |
| Висота | 9,6 м | 9,6 м |
| Середня осадка (по КВЛ)                                                                                      | 4,74 м | 4,74 м |
| Водотоннажність надводна                                                                                     | 769 т | 769 т |
| Силова установка                                                                                             | | |
| дизель-електрична; 2 дизельних двигуни MAN M 6 V 40/46, 2 електродвигуни Siemens-Schuckert-Werke GU 343/38-8 | | |
| Гвинти | 2 | 2 |
| Потужність                                                                                                   | 2800—3200 к.с. (дизелі) 750 к.с. (електродвигуни) | 2800—3200 к.с. (дизелі) 750 к.с. (електродвигуни) |
| Озброєння | | |
| Артилерія | 1 × 88-мм палубна гармата SK C/35 | 1 × 88-мм палубна гармата SK C/35 |
| Торпедно- мінне озброєння                                                                                    | 4 носових і один кормовий ТА 14 торпед або 26 мін TMA | 4 носових і один кормовий ТА 14 торпед або 26 мін TMA |
| ППО | 1 × 37-мм зенітна гармата Flak M42 2 × 20-мм зенітні гармати FlaK 30 | 1 × 37-мм зенітна гармата Flak M42 2 × 20-мм зенітні гармати FlaK 30 |

U-573 — німецький середній підводний човен типу VIIC, що входив до складу Військово-морських сил Третього Рейху за часів Другої світової війни. Закладений 8 червня 1940 року на верфі № 549 компанії Blohm + Voss у Гамбурзі. Спущений на воду 17 квітня 1941 року. 5 червня 1941 року корабель увійшов до складу 3-ї навчальної флотилії ПЧ ВМС нацистської Німеччини. Єдиним командиром корабля був капітан-лейтенант Генріх Гайнсон.

## Історія
U-573 належав до німецьких підводних човнів типу VIIC, найчисельнішого типу субмарин Третього Рейху, яких було випущено 703 одиниці. Службу розпочав у складі 3-ї навчальної флотилії ПЧ. 1 вересня 1941 року продовжив службу у бойовому складі цієї флотилії, а з 1 січня 1942 року човен переведений до Середземного моря, де включений до складу 29-ї флотилії ПЧ.
З вересня 1941 до травня 1942 року U-573 здійснив 4 бойових походи в Атлантичний океан та Середземне море, в яких провів 119 днів. За цей час човен потопив 1 суховантажне судно водотоннажністю 5 289 GRT.
1 травня 1942 року U-573 був серйозно пошкоджений глибинними бомбами британського бомбардувальника «Гудзон» північно-західніше Алжира. Командир корабля спромігся довести понівечений до найближчого іспанського порту в Картахені. 2 травня інтернований іспанською владою. Розуміючи, що для ремонту човна не вистачить навіть трьох місяців, Крігсмаріне продало підводний човен Іспанії за 1,5 мільйона ℛℳ. 2 серпня 1942 року іспанський флот ввів в експлуатацію човен як G-7.
Роботи над G-7, колишньому U-573, почалися в серпні 1943 року після придбання його Іспанією, але на завершення знадобилося чотири роки. Шкода, завдана британським нападом, виявилася значнішою, ніж вважалося спочатку; також важко було отримати німецьку технічну допомогу та запчастини в останні роки Другої світової війни та після неї. Крім того, економіка Іспанії була слабкою після громадянської війни в країні. Ремонт був завершений на початку 1947 року, і 5 листопада 1947 року G-7 був знову прийнятий на озброєння.
Незважаючи на те, що човни типу VII застаріли ще до кінця Другої світової війни, G-7 був найсучаснішим з підводних човнів Іспанії; інші субмарини (дві колишніх італійські «Еванджеліста Торрічеллі» та «Аркімеде» і чотири власного виробництва) датувалися початком 1930-х років. У 1951 році іспанська суднобудівна компанія Empresa Nacional Bazán розпочала розробку шноркеля, але вони закінчилися безрезультатно, доки ВМС Іспанії не купили колишній американський підводний човен «Кракен».

## Перелік уражених U-573 суден у бойових походах
| №                                                       | Дата           | Командир ПЧ           | Назва  | Тип                | Належність | Водотоннажність (брт) | Вантаж | Конвой | Результат та координати                                              | Наслідки атаки для екіпажу | Прим. |
| ------------------------------------------------------- | -------------- | --------------------- | ------ | ------------------ | ---------- | --------------------- | ------ | ------ | -------------------------------------------------------------------- | -------------------------- | ----- |
| Другий похід (11.12—30.12.1941, 10 діб; Сен-Назер—Пола) |                |                       |        |                    |            |                       |        |        |                                                                      |                            |       |
| 1                                                       | 21 грудня 1941 | Kptlt. Генріх Гайнсон | Hellen | суховантажне судно | Норвегія   | 5 289                 | баласт |        | потоплено 35°41′ пн. ш. 05°10′ сх. д. / 35.683° пн. ш. 5.167° сх. д. | 41 (усі вижили)            |       |